# Alexandra Kazan
Pour les articles homonymes, voir Kazan (homonymie).
Alexandra Kazan est une présentatrice de télévision et actrice monégasque, née le 2 octobre 1959 à New York.

## Biographie

### Animatrice télé
Dans les années 1980, sur Canal+, elle est la première Miss Météo de la chaîne.
Au cours de l'été 1988, elle participe à Bing Parade sur Antenne 2, aux côtés de Thierry Beccaro.
À partir de 1987, elle anime le jeu Star Quiz sur Canal+ où elle remplace Philippe Risoli. Auparavant, elle collaborait dans cette émission, en tant que voix-off présentant les candidats.
Elle présente également les dernières saisons de l'émission  musicale Taratata jusqu'en 1997 (émission reprise par Nagui, l'animateur d'origine, en 2005).
De 1996 à 1998, elle est présentatrice de l'émission Top flop sur Paris Première. 
De 1999 à 2001, elle est la présentatrice de l'émission Drôle de Zapping sur TF1
En 2005, elle est la présentatrice du magazine culturel J’ai pas sommeil sur France 3.

### Actrice à la télévision
En 2018, elle incarne Catherine de Médicis dans la série La Guerre des trônes, la véritable histoire de l'Europe.

### Parcours à la radio
- 2006 : Le fou du roi sur France Inter avec Stéphane Bern
- 2004 : Chroniques cinéma et interviews de stars au festival de Cannes sur RFM
- 2003 : Interviews en direct au festival de Cannes sur Radio Nostalgie
- 2011 - 2013 : animatrice du 17/20 sur SNCF La Radio

### Vie privée
Elle est la fille de Lionel Kazan. Elle adopte une petite fille prénommée Martha en 1998. Elle a été la compagne d'Antoine de Caunes en 1992, de Nikos Aliagas au début des années 2000 et de François Bernheim.

## Filmographie

### Cinéma
- 1990 : Mona et moi, de Patrick Grandperret
- 1992 : Rien que des mensonges, de Paule Muret
- 1992 : Loin du Brésil de Tilly
- 1994 : Les Braqueuses de Jean-Paul Salomé

### Télévision
- 1989 : Le Saint, de Marijan David Vajda (épisode : " Faux Numéro") : Irma Davos
- 1995 : Les filles du Lido, de Jean Sagols
- 1994 : Navarro - mort clinique, de Patrick Jamain
- 1996 : Le Veilleur de nuit, de Philippe de Broca
- 1996 : Le JAP, juge d'application des peines, de Jean-Pierre Bouyxou et Didier Philippe-Gérard
- 1999 : Tramontane
- 1992 : Un démon sur l'épaule, de Philippe Triboit
- 1997 : Tendre piège, de Serge Moati
- 1998 : Un mois de réflexion, de Serge Moati
- 1999 : Maison de famille, de Serge Moati
- 2002 : Le secret d'Alice, de Michael Perotta
- 2002-2003 : Action Justice : Sophie Latour
- 2007 : Sous le soleil
- 2009 : Paris 16e pour M6
- 2009 : Section de recherches pour TF1, un épisode de la saison 4, Nicole Santoni
- 2018 : La Guerre des trônes, la véritable histoire de l'Europe : Catherine de Médicis

### Doublage
- 1991 : Twenty-One : Katie (Patsy Kensit)
- 2007 : Atout 5 : voix de Samantha

## Théâtre
- 1994 : Pierre Dac, mon maître 63, d'après Pierre Dac, mise en scène de Jérôme Savary, théâtre des Célestins
- 2002 : Les Monologues du vagin, d'Eve Ensler, mise en scène d'Isabelle Ratier
- 2008 : Les Monologues du vagin, d'Eve Ensler, mise en scène d'Isabelle Ratier
- 2010 : Les Monologues du vagin, d'Eve Ensler, mise en scène d'Isabelle Ratier
- 2011 : Les Monologues du vagin, d'Eve Ensler, mise en scène d'Isabelle Ratier, théâtre Michel
- 2015 : À vos souhaits, de Pierre Chesnot, mise en scène de Luq Hamett, tournée
- 2016 : Garde alternée, de Louis-Michel Colla, Edwige Antier, mise en scène Hervé Van Der Meulen, théâtre des Mathurins

### Divers
- Tours de chant au Doobies[Quoi ?] ; reprises de vieux standards français et standards de jazz américains ;
- Marraine depuis 20 ans de l'association Aide et Action pour l'aide à l'éducation des enfants.